# Мой мальчик (фильм, 2002)
«Мой ма́льчик» (англ. About a Boy) — фильм режиссёров Криса Вайца и Пола Вайца по роману Ника Хорнби. Семейная мелодрама с некоторым набором комедийных ситуаций. Совместное производство США и Великобритании, вышел на экраны в 2002 году. Фильм был номинирован на различные кинопремии более 20 раз, в 6 категориях одержал победу.

## Сюжет
Уилл Фриман (Грант) — 38-летний холостяк. Он живёт на авторские отчисления за песню, созданную давно его отцом-композитором. Единственное его увлечение — шоппинг в музыкальных магазинах. Однажды Уилл выбрал для себя удобный способ менять подружек: он начал посещать встречи общества родителей-одиночек и заводить скоротечные романы с молодыми мамами. Для себя он придумал образ якобы брошенного отца с двухлетним сыном Нэдом. На одной из встреч он сходится со Сьюзи, её подругой Фионой и сыном Фионы 12-летним Маркусом. С Фионой роман не задался, но неожиданно для себя Уилл сблизился с Маркусом. Для мальчика он стал кем-то вроде старшего брата или отца. Он защищает Маркуса от хулиганов, покупает кроссовки и CD-диски. Тот в ответ доверяет ему свои тайны. Благодаря Маркусу Уилл знакомится с другой привлекательной матерью-одиночкой Рейчел. Между ними начинается роман, и Уиллу приходится признаться в своей лжи — он не отец Маркуса. Рейчел ссорится с ним, но после прощает.
У Фионы начинается полоса депрессии. Маркус сильно переживает и ему не к кому пойти, кроме как к Уиллу. В ответ Уилл отказывает мальчику, считая, что это уже слишком, всё-таки он посторонний человек в этой семье. Отчаявшись, Маркус решает исполнить мечту матери и спеть на школьном концерте её любимую песню, хотя не обладает вокальными способностями. Уилл пытается остановить его, считая, что он будет унижен перед лицом всей школы, но Маркус непреклонен. Маркус, под свист публики, начинает выступление в одиночку (его друг отказался подыграть ему). Неожиданно рядом на сцене появляется Уилл, аккомпанирует песне на гитаре и подпевает. Выступление заканчивается под жидкие аплодисменты, но позора мальчику удалось избежать.
После истории с концертом Уилл сближается с Рейчел. Маркус поначалу против, но затем смиряется с тем, что вскоре они поженятся.

## В ролях
| Актёр            | Роль         |
| ---------------- | ------------ |
| Хью Грант        | Уилл Фриман  |
| Николас Холт     | Маркус Брюер |
| Тони Коллетт     | Фиона Брюер  |
| Рэйчел Вайс      | Рейчел       |
| Наталия Тена     | Элли         |
| Шэрон Смолл      | Кристин      |
| Виктория Смарфит | Сьюзи        |

## Награды и номинации
За роль в этом фильме Хью Грант получил несколько наград, в том числе: премию журнала Empire как лучший британский актёр, главную кинопремию Германии «Золотая кинокамера» как лучший иностранный актёр года, премию общества кинокритиков Лондона за лучшую актёрскую работу года.
Сам фильм и его съёмочная группа номинировались в различных категориях более 20 раз, в том числе на премию Оскар за лучший сценарий и премию BAFTA в аналогичной категории, но наград не получили.
В 2003 году создатели фильма удостоены Премии Святого Христофора «за лучший игровой фильм, несущий идеи гуманизма».
| Премия                         | Категория                                              | Номинант                          | Результат |
| ------------------------------ | ------------------------------------------------------ | --------------------------------- | --------- |
| «Оскар»                        | Лучший адаптированный сценарий                         | Питер Хеджес, Крис Вайц, Пол Вайц | Номинация |
| «Золотой глобус»               | Лучший фильм — комедия или мюзикл                      |                                   | Номинация |
| «Золотой глобус»               | Лучшая мужская роль — комедия или мюзикл               | Хью Грант                         | Номинация |
| BAFTA                          | Лучшая женская роль второго плана                      | Тони Коллетт                      | Номинация |
| BAFTA                          | Лучший адаптированный сценарий                         | Питер Хеджес, Крис Вайц, Пол Вайц | Номинация |
| «Выбор критиков»               | Лучший молодой актёр или актриса                       | Николас Холт                      | Номинация |
| «Спутник»                      | Лучший фильм — комедия или мюзикл                      |                                   | Номинация |
| «Спутник»                      | Лучшая мужская роль — комедия или мюзикл               | Хью Грант                         | Номинация |
| «Спутник»                      | Лучшая женская роль второго плана — комедия или мюзикл | Тони Коллетт                      | Номинация |
| «Спутник»                      | Лучшая музыка к фильму                                 | Badly Drawn Boy                   | Номинация |
| «Спутник»                      | Лучшая песня                                           | «Something to Talk About»         | Победа    |
| Премия Гильдии сценаристов США | Лучшая адаптированный сценарий                         | Питер Хеджес, Крис Вайц, Пол Вайц | Номинация |

## Критика
Рейтинг фильма на сайте-агрегаторе Rotten Tomatoes составляет 93 %.
«Не стоит притворяться, что „Мой мальчик“ не делает нам на душе тепло и красиво, конечно делает. Но потенциал у фильма мог быть значительно больше. Заслуга успеха картины — в её литературной основе, романе Ника Хорнби» Кеннет Тюран // Лос-Анджелес таймс (17 мая 2002 года)
Большинство из нас знает фразу: фильм не бывает столь хорош, как книга. „Мой мальчик“ идёт вразрез с этим утверждением. Фильм так же умён и трогателен, как и книга, на которой он основан.
Оригинальный текст (англ.)Most of us have uttered this familiar refrain: The movie is never as good as the book. About a Boy flies in the face of that maxim. Adapted from Nick Hornby's acerbic and keenly observed novel about an unlikely friendship between a fatherless boy and a self-absorbed cad, About a Boy is that rare film that's as clever and moving as the book on which it was based.
Клаудиа Пуиг, USA Today

## Интересные факты
- Брэд Питт отказался от этой роли из-за отсутствия, на его взгляд, достоверности. Симпатичный и обаятельный мужчина не имеет необходимости прибегать к описанному способу знакомства.
- В романе Уилл ставит для Маркуса композицию группы Нирвана. В 1993—1994 годах, когда создавался роман, тема самоубийства Курта Кобейна была чрезвычайно обсуждаема. Само название романа (англ. About a Boy) — обыгранное название песни Кобейна «About a Girl».